# Carlos Cobos
Carlos Cobos (Matamoros, Tamaulipas; 10 de diciembre de 1958 - Ciudad de México, 13 de junio de 2012) fue un actor y  comediante mexicano, conocido por sus personajes de Don Carmelo en María de Todos los Ángeles y Odiseo en El albergue.

## Muerte
Murió a las 8:15 a. m. a causa de un paro cardiorrespiratorio el 13 de junio de 2012 en un hospital de la Ciudad de México.

## Filmografía
- Ana y Bruno - Piripitin (voz) - 2018 (Estrenada 6 años después de su muerte)
- Criósfera - Óscar López - 2013
- La familia P. Luche - Abuelo Lauro (anteriormente interpretado por Sergio Ramos "El Comanche") - 2012
- El albergue - Odiseo - 2012
- Hecho en China - Odiseo - 2012
- Marcelo (2012) - Lic. Almada - 2012
- Canela - Lic. Suárez - 2012
- Pastorela - Padre Edmundo Posadas - 2011
- La Revolución de Juan Escopeta -  El Gordo (voz) - 2011
- Los Muppets -  Hobo Joe  - 2011
- Diente por diente - Corona - 2011
- Enredados - Rufián Pequeñin (voz) - 2010
- Toy Story 3 - Rana de peluche del camión de basura (voz) - 2010
- El baile de San Juan - Fray Eusebio - 2010
- El infierno - Don Eme - 2010
- El atentado - Gorgorito - 2010
- Llena de amor - Benigno - 2010
- La Princesa y el sapo - Sr. Henry Fenner (voz) - 2009
- Los fantasmas de Scrooge - Viejo Joe (voz) - 2009
- María de Todos los Ángeles (serie de televisión) - Don Carmelo - 2009
- Otra película de huevos y un pollo - Huevito Afeminado (voz) - 2009
- Dejad que los niños (cortometraje) - Gastón - 2008
- Conozca la cabeza de Juan Pérez - Compadre - 2008
- Al diablo con los guapos - Padre Manuel - 2007
- 13 miedos - Hombre Trajeado #2 - 2007
- La Familia del Futuro - Sr. Willerstein (voz) - 2007
- El NotiFiero - 2007
- Capillus (cortometraje) - 2006
- El carnaval de Sodoma - Travolta - 2006
- Nia (cortometraje) - Joe - 2006
- Quimera - Compañero de celda - 2006
- Una película de huevos - Huevito afeminado (voz) - 2006
- Las vueltas del citrillo - 2006
- Línea nocturna (serie de televisión) - León Negrete - 2006
- Bambi 2 - Marmota (voz) - 2006
- Las crónicas de Narnia: El león, la bruja y el ropero - Ginarrbrik - 2005
- La leyenda del Zorro - Tabulador - 2005
- Como tú me has deseado - 2005
- Perro que ladra (cortometraje) - 2005
- Como una espina (cortometraje) - Raúl - 2005
- Conejo en la luna - Gordo/Chubby Corona - 2004
- DeLímite de tiempo (cortometraje) - Valentino - 2003
- Una de dos - Sr. Godoy - 2002
- El país de las mujeres - Oliverio - 2002
- Día de suerte (cortometraje) - 2002
- Seres humanos - Productor - 2001
- Me voy pero no del todo - Pachito Rex - 2001
- Sombra verde (cortometraje) - 2001
- En un claroscuro de la luna - Lic. Santibañez - 1999
- Yacaranday - Padre Domingo - 1998
- Una noche más (cortometraje) - 1997
- Ayo silver (cortometraje) - 1997
- Su completa satisfacción o la devolución de su alma (cortometraje de TV)]] - 1994
- Un hijo para Eva (cortometraje) - 1992
- Walkman City (cortometraje) - 1986

## Premios y reconocimientos

### Premios Ariel
| Año  | Categoría                  | Película  | Resultado |
| ---- | -------------------------- | --------- | --------- |
| 2012 | Ariel a Mejor Co-actuación | Pastorela | Ganador   |